# ラスムス・ケアー
ラスムス・ケアー・ペデルセン（デンマーク語: Rasmus Kjær Pedersen、1998年10月4日 - ）は、デンマークの男子バドミントン選手。

## 経歴
2022年からフレデリク・ソガードとペアを組む。
2023年、カナダ・オープンで準優勝。